# Коста, Николетта
Николетта Коста (род. 1953) — итальянская писательница, иллюстратор и художник-мультипликатор, известная своими произведениями для детей.

## Биография
Родилась в 1953 году в городе Триест, Италия. С детства увлекалась рисованием, а в двенадцать лет проиллюстрировала свою первую книгу, назвав её «Il pesciolino piccolo». Эта её работа была впервые опубликована в Триесте для серии «Il Zibaldone».
Получила степень в области архитектуры в Венецианском университете в 1978 году. После этого начала работать у своего отца. Коста сказала, что ей нравилось работать с отцом, но вскоре поняла, что её истинной страстью является написание и иллюстрирование детских книг, поэтому, опубликовав несколько детских книг, она решила следовать своему призванию.
Коста начала свою карьеру иллюстратора через два года после выпуска из университета. На сегодняшний день она проиллюстрировала и написала десятки детских книг.
Является создателем персонажей Ольги Облачкой и Джулиана Кролика. Коста известна своим характерным стилем рисования, отличающимся «характерными формами и яркими цветами». Её книги переведены на несколько языков, включая английский, испанский и японский.
Её мультсериал дебютировал на «Rai YoYo» 29 сентября 2017 года. Коста - один из самых публикуемых авторов детских книг в Италии. Её персонажи Ольга Облачко и Джулиан Кролик (Джулио Конильо) считаются двумя из самых популярных персонажей среди итальянских детей сегодня, наряду с Пимпой и Свинкой Пеппой.